# Klaus Meine
Klaus Meine   (Hannover, 25 de maig de 1948) és el vocalista de la banda alemanya de hard rock Scorpions. Va entrar a la banda el 1969 al costat dels germans Rudolf i Michael Schenker.

## Carrera
La veu de Klaus Meine és clau en escena: té una tessitura descomunal de tres octaves que li permet encara arribar aguts sorprenents. El talent d'en Michael, que deixa la banda per unir-se a UFO, i els arpegis d'Uli Jon Roth marcaven als 70 la fúria dels seus concerts.
El 1981, durant l'enregistrament d'àlbum Blackout, Meine va tenir problemes a les cordes vocals. Per evitar que la banda perdés el bon moment comercial que tenia en aquell moment, Klaus Meine va voler renunciar a la banda, però el llaç d'amistat que existia amb Rudolf Schenker, i la unió que hi havia a la banda, no va permetre la sortida de Klaus.
Després de dues cirurgies amb èxit a les seves cordes vocals i un llarg reentrenament de la seva veu, Klaus va passar per la crisi triomfant. Més que això, va tornar als enregistraments de l'àlbum amb una veu més cristal·lina i amb un rang vocal molt més ampli.
La decisió de la banda de recolzar en Klaus en el seu moment de dificultat, va ser una decisió crucial, ja que ell va ser l'artífex d'un dels èxits més reconegut de la banda: Wind of Change.

## Discografia amb Scorpions
- Lonesome Crow (1972)
- Fly to the Rainbow (1974)
- In Trance (1975)
- Virgin Killer (1976)
- Taken by Force (1977)
- Tokyo Tapes (1978, en directe)
- Lovedrive (1979)
- Animal Magnetism (1980)
- Blackout (1982)
- Love at First Sting (1984)
- World Wide Live (1985, en directe)
- Savage Amusement (1988)
- Crazy World (1990)
- Face the Heat (1993)
- Live Bites (1995, en directe)
- Pure Instinct (1996)
- Eye II Eye (1999)
- Moment of Glory (amb filharmònica de Berlín, 2000)
- Acoustica (acústic, 2001)
- Unbreakable (2004)
- Humanity: Hour I (2007)